# 노책
노책(盧頙, 생년 미상 ~ 1356년)은 고려 말기 문신이자 권문세족으로, 본관은 교하이다.

## 생애
- 충목왕 때 좌정승이 되고 경양부원군에 봉해졌다.
- 충정왕을 따라 원나라에 다녀왔다.
- 1356년 공민왕에 의해 기철, 권겸 등과 함께 살해당했다.

## 가계
- 부인: 경녕옹주 - 평양공 왕현의 딸
  - 아들: 노제
  - 아들: 노진
  - 아들: 노은
  - 아들: 노영

## 노책이 등장한 작품
- 《신돈》(MBC, 2005년~2006년, 배우: 김영석)